# Liste von Apfelsorten/V
Erläuterungen und Quellen: Siehe Hauptartikel!
| Apfelsorte | Bild                           | Kreuzung aus                                        | Erstes Auftauchen               | Anmerkungen | Quellen                        |
| --- | ------------------------------ | --------------------------------------------------- | ------------------------------- | --- | ------------------------------ |
| Vaduzer Dauerapfel |                                |                                                     |                                 | | h (Nr. 688, S. 765)            |
| Vagon Archer |                                |                                                     |                                 | | f                              |
| Vahldiks Sämling Nr. 3 | Siehe: Holsteiner Cox          | Siehe: Holsteiner Cox                               | Siehe: Holsteiner Cox           | Siehe: Holsteiner Cox | Siehe: Holsteiner Cox          |
| Vajki Alma |                                |                                                     |                                 | | f                              |
| Valentin |                                |                                                     |                                 | |                                |
| Vallda |                                |                                                     |                                 | | o                              |
| Vallee Spur Delicious |                                |                                                     |                                 | | e                              |
| Van Berk's Reinette (oder: Reinette Van Berk, Reinette Von Berk, Von Berk's Reinette)                                                                                      |                                |                                                     |                                 | | f                              |
| Van Der Laans Gold-Renette |                                |                                                     |                                 | | h (Nr. 591, S. 654), o         |
| Van Der Grift | Siehe: Elstar Van Der Grift    | Siehe: Elstar Van Der Grift                         | Siehe: Elstar Van Der Grift     | Siehe: Elstar Van Der Grift | Siehe: Elstar Van Der Grift    |
| Van Der Vere |                                |                                                     |                                 | | h (Nr. 519, S. 576)            |
| Van Der Zalm | Siehe: Elstar Van Der Zalm     | Siehe: Elstar Van Der Zalm                          | Siehe: Elstar Van Der Zalm      | Siehe: Elstar Van Der Zalm | Siehe: Elstar Van Der Zalm     |
| Van Doverens Reinette |                                |                                                     |                                 | | o                              |
| Van Eseltine |                                |                                                     |                                 | Beschreibung | e                              |
| Van Hoy |                                |                                                     |                                 | |                                |
| Van Mons Renette |                                |                                                     |                                 | | h (Nr. 574, S. 635), j, o      |
| Van Morrens Jonagored | Siehe: Jonagored               | Siehe: Jonagored                                    | Siehe: Jonagored                | Siehe: Jonagored | Siehe: Jonagored               |
| Van Vliet | Siehe: Elstar Van Vliet        | Siehe: Elstar Van Vliet                             | Siehe: Elstar Van Vliet         | Siehe: Elstar Van Vliet | Siehe: Elstar Van Vliet        |
| Van Wyck Sweet |                                |                                                     |                                 | |                                |
| Vanda (oder: Vanda-Apfel) |                                | Jolana × Lord Lambourne                             | Tschechien                      | | f, o                           |
| Vanda-Apfel | Siehe: Vanda                   | Siehe: Vanda                                        | Siehe: Vanda                    | Siehe: Vanda | Siehe: Vanda                   |
| Vanderpool |                                |                                                     |                                 | |                                |
| Vanderpool Red |                                |                                                     |                                 | | a                              |
| Vandevere |                                |                                                     |                                 | |                                |
| Vandiver |                                |                                                     |                                 | |                                |
| Vaterapfel |                                | Zufallssämling                                      | vor 1794 in Holzhausen          | Mit und ohne Stielnase. Hessische Lokalsorte 2014 | j                              |
| Vaterapfel Ohne Kern |                                |                                                     |                                 | | h (Nr. 620, S. 688), j, o      |
| Veekmans-Jonaster |                                |                                                     |                                 | | f                              |
| Vegi Cox |                                | Mutation von Cox Orange                             |                                 | | f                              |
| Veitchii |                                |                                                     |                                 | | e                              |
| Veitch's Scarlet |                                |                                                     |                                 | Beschreibung |                                |
| Velma |                                |                                                     |                                 | | e                              |
| Venice (oder: Sambóa, Scs 426) |                                | Epagri 404-Imperatriz (♀) x Epagri 406-Baronesa (♂) |                                 | Luiza, Venice und Isadora werden gemeinsam unter dem Handelsnamem Sambóa vermarktet. Die drei Sorten sind sich in ihrer Charakteristik sehr ähnlich reifen aber früh mittel und spät. | Liste der BLE zu Apfelsorten   |
| Venetianer |                                |                                                     |                                 | | o                              |
| Venetianer Cromwell |                                |                                                     |                                 | | p (S. 650)                     |
| Venus Pippin |                                |                                                     |                                 | | f                              |
| Venusapfel |                                |                                                     |                                 | | o                              |
| Verallot |                                |                                                     |                                 | | f                              |
| Verbesserte Muscat-Reinette | Siehe: Cox Orange              | Siehe: Cox Orange                                   | Siehe: Cox Orange               | Siehe: Cox Orange | Siehe: Cox Orange              |
| Verde Doncella |                                |                                                     |                                 | | f                              |
| Verdese |                                |                                                     |                                 | | f                              |
| Verdin D'Automne |                                |                                                     |                                 | |                                |
| Verdona |                                |                                                     |                                 | | f                              |
| Vered |                                |                                                     |                                 | | e                              |
| Vergoldeter Russet |                                |                                                     |                                 | | h (Nr. 560, S. 621)            |
| Vérité |                                |                                                     |                                 | | f, o                           |
| Vernade |                                |                                                     |                                 | | f                              |
| Vernajoux |                                |                                                     |                                 | | f, o                           |
| Vert Anglais |                                |                                                     |                                 | |                                |
| Vesna |                                |                                                     |                                 | | j, o                           |
| Via Seedling |                                |                                                     |                                 | |                                |
| Vicar Of Beighton |                                |                                                     |                                 | | f                              |
| Vicking |                                |                                                     |                                 | | f                              |
| Victoire |                                |                                                     |                                 | |                                |
| Victor |                                |                                                     |                                 | | e                              |
| Victoria Sweet |                                |                                                     |                                 | |                                |
| Victory |                                |                                                     |                                 | | a, f                           |
| Victory (Carpenter) |                                |                                                     |                                 | |                                |
| Victory (USA) |                                |                                                     |                                 | |                                |
| Vierlanden |                                | Mutation von Gravensteiner                          |                                 | |                                |
| Vierländer Blut |                                |                                                     |                                 | | j, o                           |
| Viking |                                |                                                     |                                 | | a, e, j                        |
| Vilberie |                                |                                                     |                                 | | f                              |
| Villa Française |                                |                                                     |                                 | | o                              |
| Villandry |                                |                                                     |                                 | |                                |
| Villefort |                                |                                                     |                                 | | o                              |
| Vilmorin |                                |                                                     |                                 | | e                              |
| Vilstaler Weißapfel |                                |                                                     |                                 | | o                              |
| Vincent |                                |                                                     |                                 | | f                              |
| Vine |                                |                                                     |                                 | |                                |
| Vinnoe |                                |                                                     |                                 | | f                              |
| Vinterdronning |                                |                                                     |                                 | |                                |
| Violetta |                                |                                                     |                                 | | f                              |
| Violette |                                |                                                     |                                 | | f                              |
| Violette Du Montbéliard |                                |                                                     |                                 | | o                              |
| Violette Winterrenette |                                |                                                     |                                 | | o                              |
| Violetter Kardinal |                                |                                                     |                                 | | o                              |
| Virginia Beauty |                                |                                                     |                                 | |                                |
| Virginia Crab |                                |                                                     |                                 | Beschreibung | j                              |
| Virginia Gold |                                |                                                     |                                 | | a                              |
| Virginia Greening |                                |                                                     |                                 | | a                              |
| Virginischer Rosenapfel (oder: Grand Sultan, Sibirischer Glasapfel, St. Germainapfel, Transparente De St. Leger, Transparente Jaune, Virginischer Sommerapfel, Vitgylling) |                                |                                                     |                                 | | f, h (Nr. 168, S. 189), j, o   |
| Virginischer Sommerapfel | Siehe: Virginischer Rosenapfel | Siehe: Virginischer Rosenapfel                      | Siehe: Virginischer Rosenapfel  | Siehe: Virginischer Rosenapfel | Siehe: Virginischer Rosenapfel |
| Vista Bella |                                |                                                     | 1944 in Rutgers University, USA | | a, c, f, j, a                  |
| Vitgylling | Siehe: Virginischer Rosenapfel | Siehe: Virginischer Rosenapfel                      | Siehe: Virginischer Rosenapfel  | Siehe: Virginischer Rosenapfel | Siehe: Virginischer Rosenapfel |
| Vitos |                                |                                                     |                                 | | o                              |
| Vlaanderens Roem Rode Boskoop |                                |                                                     |                                 | | f                              |
| Völkersapfel |                                |                                                     |                                 | | p (S. 651f)                    |
| Vollbrechts Borsdorfer |                                |                                                     |                                 | | h (Nr. 343, S. 387), o         |
| Vollbrechts Herbstborsdorfer |                                |                                                     |                                 | | o                              |
| Von Berk's Reinette | Siehe: Van Berk's Reinette     | Siehe: Van Berk's Reinette                          | Siehe: Van Berk's Reinette      | Siehe: Van Berk's Reinette | Siehe: Van Berk's Reinette     |
| Von Berlepsch Goldreinette | Siehe: Berlepsch               | Siehe: Berlepsch                                    | Siehe: Berlepsch                | Siehe: Berlepsch | Siehe: Berlepsch               |
| Von Hodenbergs Renette |                                |                                                     |                                 | | h (Nr. 470, S. 523)            |
| Von Hoverbecks Calvill |                                |                                                     |                                 | | h (Nr. 24, S. 27)              |
| Von Zuccalmaglios Renette | Siehe: Zuccalmaglios Renette   | Siehe: Zuccalmaglios Renette                        | Siehe: Zuccalmaglios Renette    | Siehe: Zuccalmaglios Renette | Siehe: Zuccalmaglios Renette   |
| Voss’ Renette |                                |                                                     |                                 | | h (Nr. 504, S. 557)            |
| Voyager |                                |                                                     |                                 | | f                              |
| Vrai Drap D´Or | Siehe: Goldzeugapfel           | Siehe: Goldzeugapfel                                | Siehe: Goldzeugapfel            | Siehe: Goldzeugapfel | Siehe: Goldzeugapfel           |
| Vysočina |                                |                                                     |                                 | |                                |
| Vystavochnoye |                                |                                                     |                                 | | e                              |
| Vytenis |                                |                                                     |                                 | |                                |